# Temple d'Apol·lo Zoster
El Temple d'Apol·lo Zoster és un temple grec les ruïnes del qual es troben a Vouliagmeni, a Atenes, Grècia.

## Situació i descobriment
El temple fou descobert per uns xiquets de l'orfenat Vouliagmeni que jugaven a la platja d'Astir. El jaciment es troba ara submergit darrere de la platja i està envoltat de gespa i tanques. El temple és quasi al nivell de la mar i és per això que sovint es nega en els mesos fora de l'estiu.
Les inscripcions trobades a les ruïnes confirmen que era el Temple d'Apol·lo Zoster. Els arqueòlegs K. Kourouniotes i M. Pittidis l'examinaren durant els anys 1926–1927, i confirmaren les referències de les fonts literàries antigues: Pausànias esmenta que ací hi havia el santuari més important del demos àtic d'Aixōnides Halaí (en grec: Αἰξωνίδες Ἁλαί), és a dir, la salina d'Aixōnē. Aquest antic demos abastava les àrees modernes de Voula i Vouliagmeni.
El temple és enmig d'un penyal de tres llengües que es coneixia en l'Antiguitat com a Cap Zoster. Heròdot escriu que després de la batalla de Salamina, els perses van confondre les roques del penyal amb vaixells grecs.

## Història
Pausànias creia que en aquesta ubicació Leto, embarassada de Zeus, s'afluixà el cinyell daurat o zoster, quan era perseguida per Hera. Leto pensava que estava a punt de donar a llum als bessons Apol·lo i Àrtemis.
Pausànias ho va descriure així en el segle ii: 
A Zoster (Girdle) [d'Àtica], a la costa es troba un altar a Atena, així com a Apol·lo, Àrtemis i Leto. La història és que Leto no donà a llum als seus nadons ací, però s'afluixà el cinyell en vista al part, i el lloc va rebre el seu nom a partir d'aquest incident.
El temple fou fundat en el segle vi abans de la nostra era, en l'època arcaica. És de construcció rectangular, 10,8 m x 6 m, i té un sekos i un àditon. El pis és una construcció única i excel·lent de lloses grans i rectangulars.
El sekos està separat de l'àditon per una paret construïda en una fase més tardana, en el segle iv aC. Dins el sekos hi ha:
- Tres bases en què eren les estàtues de culte a Leto, Apol·lo i Àrtemis. Dues en preserven les inscripcions HALAIES ANETHESAN, i això significa que els ciutadans del demos d'Halai Axonides van oferir aquestes estàtues per a adorar les deïtats.
- El tron de marbre del sacerdot del temple.
- L'altar de marbre amb una inscripció sobre la reparació del temple al segle iv aC, quan Polystratos n'era sacerdot.[1]

El peristil hi fou afegit durant el segle iv abans de la nostra era, i enclou una columnata al voltant del temple amb quatre columnes al llarg dels costats estrets, i de sis columnes al llarg del costat més llarg.
Davant del temple hi ha la base d'un gran altar rectangular que fa 4,25 m per 2,25 m. A l'extrem nord-est es troba una basa quadrada de dos graons en què possiblement hi havia una estàtua per a les ofrenes.
Durant el període cristià, després de la persecució dels pagans durant l'Imperi romà tardà, les parets del sekos es van perllongar i s'hi feren reparacions; el temple va ser transformat en una església cristiana.

## La casa del sacerdot
Hi ha un edifici del mateix període, més tard ampliat, descobert el 1936, que engloba la casa del sacerdot o un alberg de pelegrins.

## Galeria

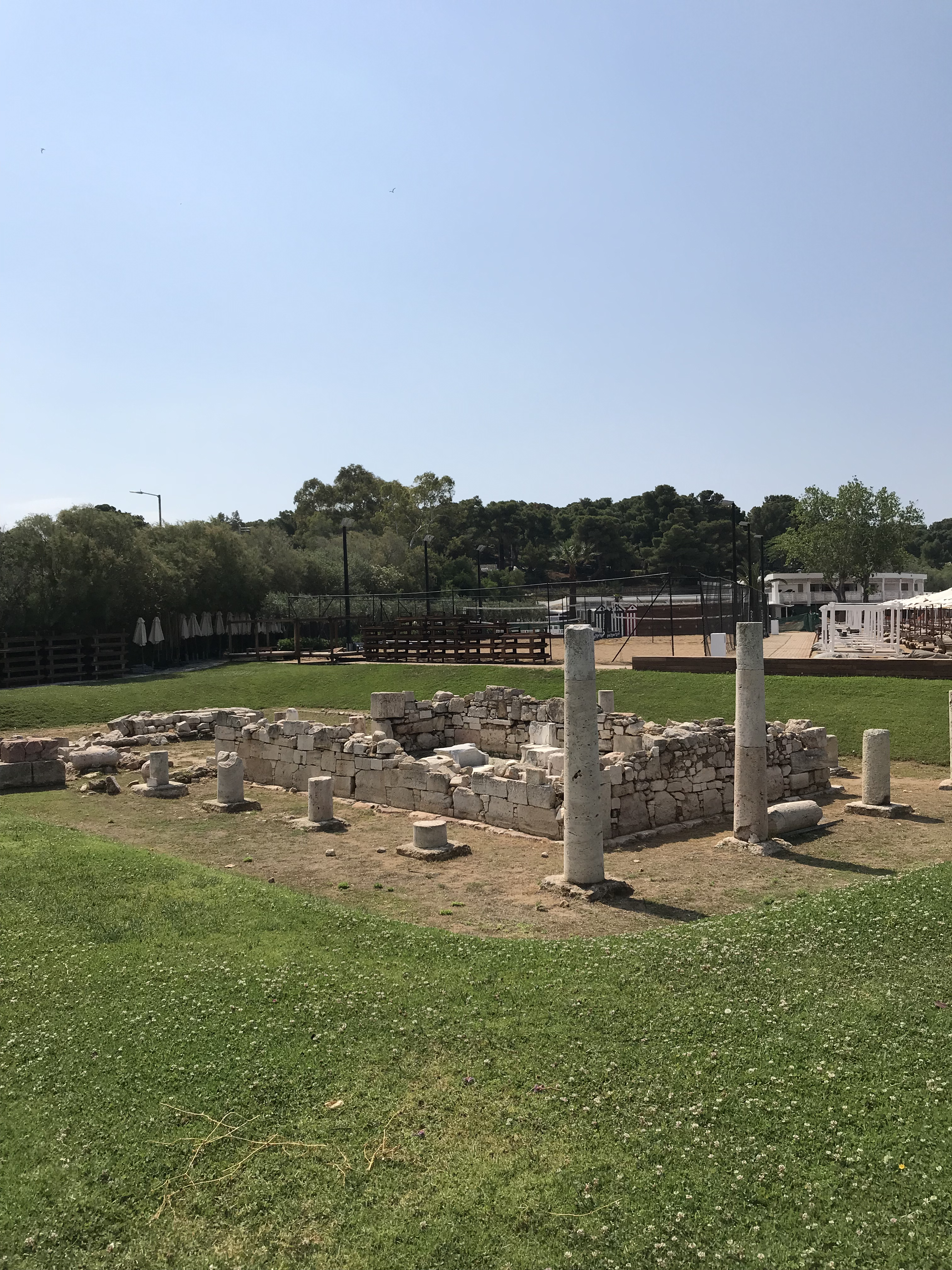
El Temple d'Apol·lo Zoster, Vouliagmeni, Àtica
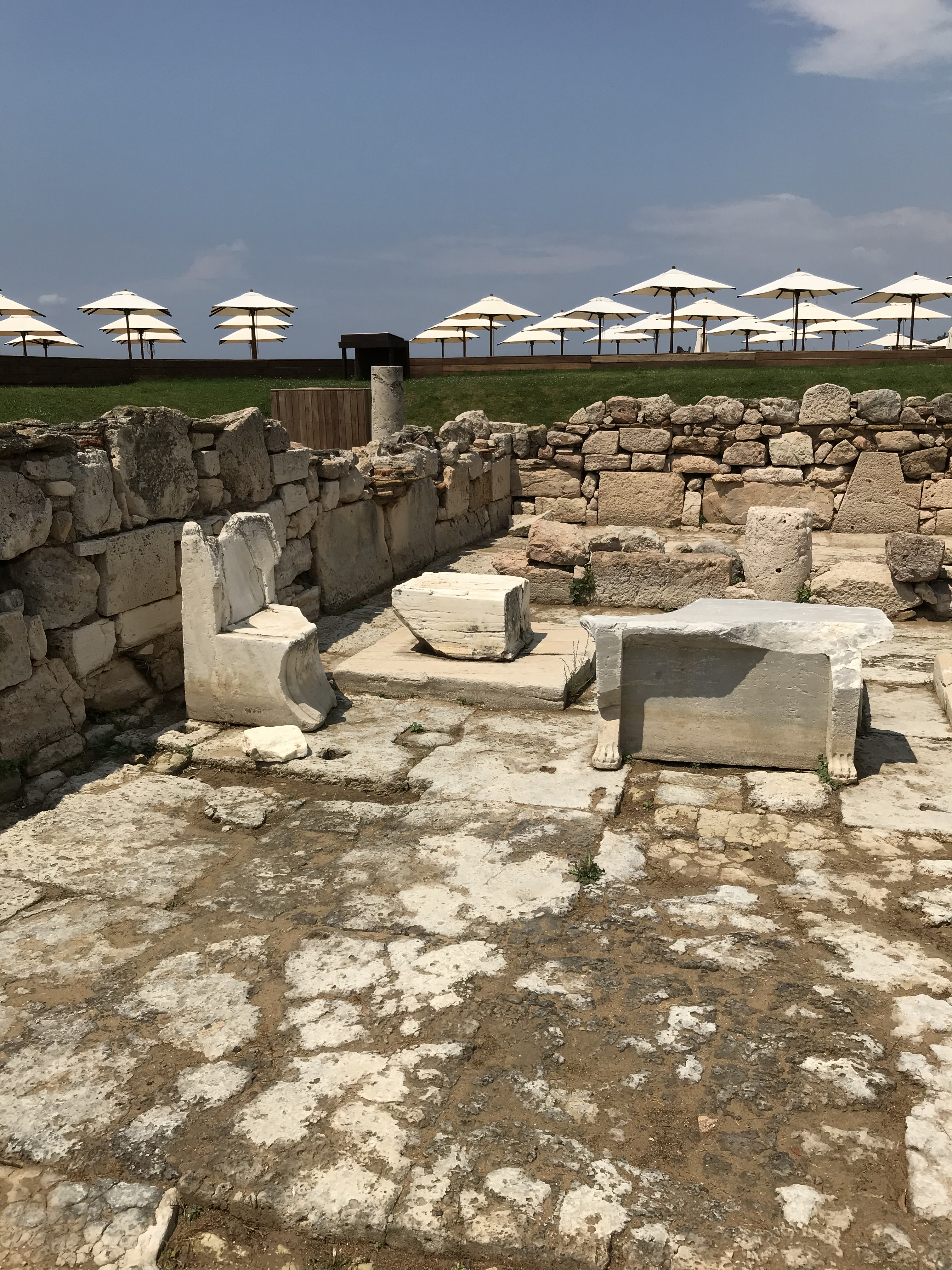
Vista del sekos, Temple d'Apol·lo Zoster
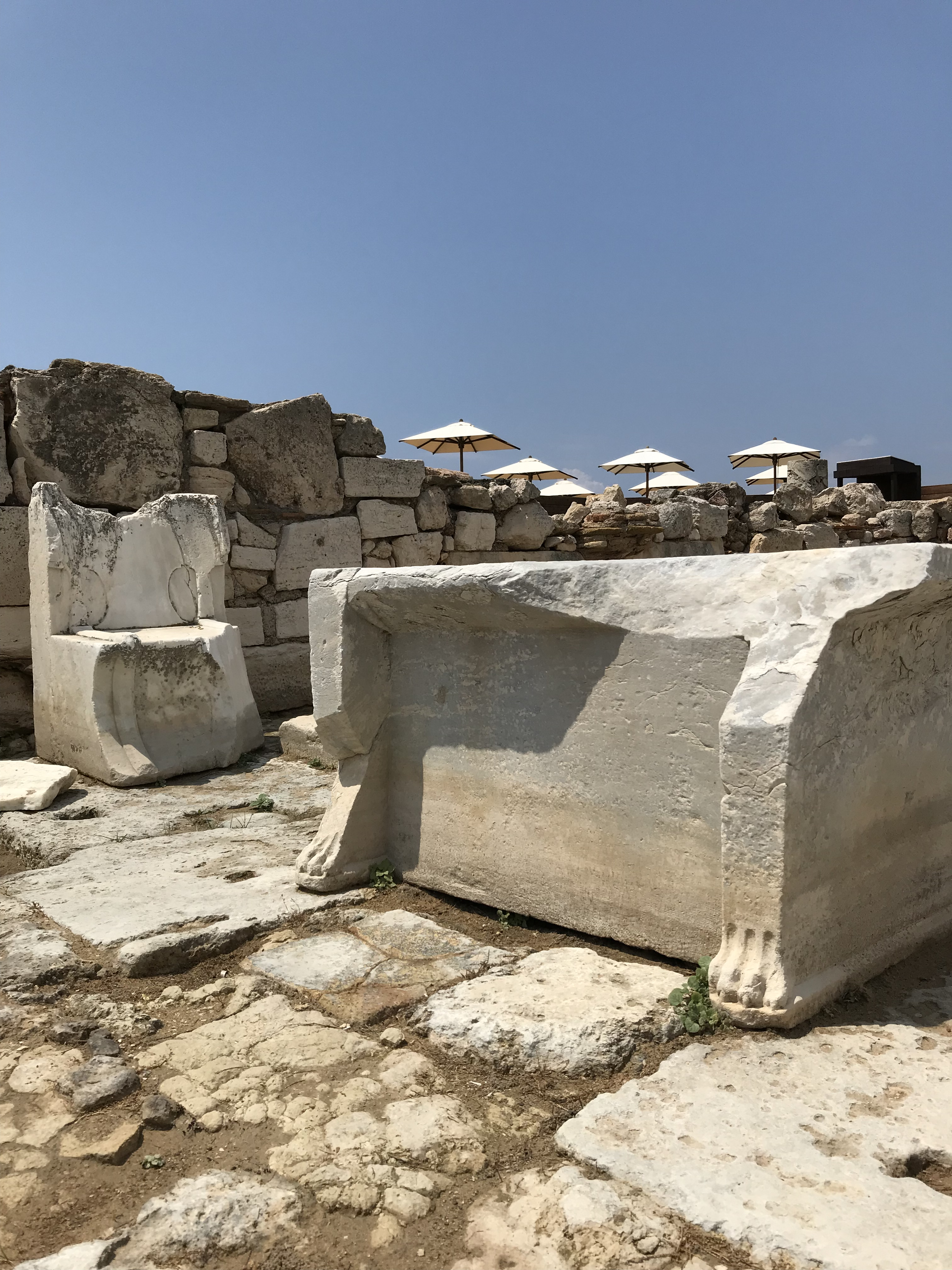
Altar de marbre, Temple d'Apol·lo Zoster
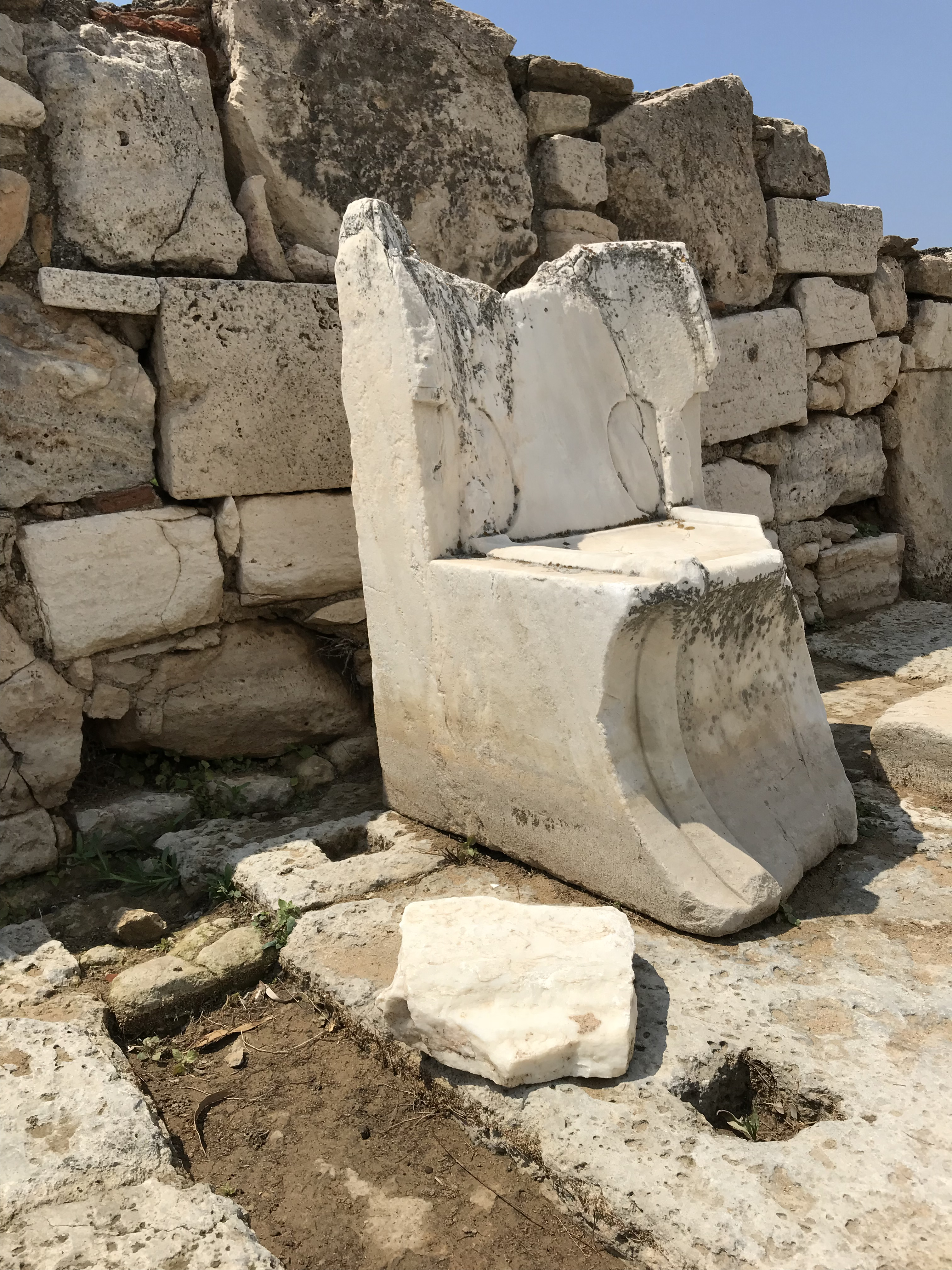
Tron de marbre del sacerdot, Temple d'Apol·lo Zoster